# Nuit obscure - Au revoir ici, n’importe où
 (juin 2025).
Si vous disposez d'ouvrages ou d'articles de référence ou si vous connaissez des sites web de qualité traitant du thème abordé ici, merci de compléter l'article en donnant les références utiles à sa vérifiabilité et en les liant à la section « Notes et références ».
Nuit obscure - Au revoir ici, n’importe où est un documentaire expérimental français réalisé par Sylvain George en 2023. 
Il s'agit du second volet de la trilogie Nuit obscure du cinéaste Sylvain George, consacrée à la situation des réfugiés et des Harrag d'origine marocaine à Melilla. 
Cette trilogie poursuit le travail entamé par le cinéaste sur les politiques européennes en matière migratoire avec les films  Qu'ils reposent en révolte (Des figures de guerres I), et Les Éclats (Ma gueule, ma révolte, mon nom). 
Il sera distribué avec l'ensemble de la trilogie Nuit obscure dans les salles de cinéma en 2025 en France.

## Synopsis
Melilla, enclave espagnole au Maroc, est une frontière terrestre entre le continent africain et l’Europe. En transit dans la ville, Malik et ses amis, mineurs d’origine marocaine, tentent de gagner l’Europe par tous les moyens. Jours après nuits, ils arpentent la ville en tous sens, parcourent le passé et le présent les plus brûlants de la ville, prennent tous les risques pour franchir les barrières, grimper sur les bateaux. Rester là, comme morts avant d’être nés ? Plutôt « brûler la mer » que de mourir avant d’avoir vécu.

## Fiche technique
- Titre : Nuit obscure-Au revoir ici, n’importe où
- Réalisation : Sylvain George
- Scénario : Sylvain George
- Photographie : Sylvain George
- Montage : Sylvain George
- Son : Sylvain George
- Etalonnage et finishing : Jean-Baptiste Perrin
- Laboratoire image : Colorgrade- Genève
- Montage son et image : Carlos Ibañez Diaz
- Société de production : Noir Production, Alina Film
- Société de distribution : Noir Production
- Pays d'origine :  France  Suisse
- Langues originales : français, anglais, arabe, espagnol...
- Durée : 183 minutes
- Format : Noir et blanc & Couleurs - vidéo
- Genre : documentaire
- Dates de sortie : 2025

## Sélections de festivals
- Festival international du film de Locarno 2023
- FilMakerFest 2023
- Viennale 2023
- Doc Buenos Aires 2023
- Ficcali 2023
- Midbo 2023
- DMZ IDFF2023
- Courtisane 2024
- Cinéma du réel 2024
- Message to Man International Film Festival2024
- Ficunam 2024

## Distinctions
- 2023 : Mention du jury de la Compétition internationale au Festival international du film de Locarno
- 2023 : Prix de l’environnement et de la qualité de la vie jury au Festival international du film de Locarno
- 2023 : Prix du meilleur documentaire en compétition internationale au DMZ International Documentary Film Festival 2023
- 2023 : Prix du meilleur documentaire en compétition internationale XV Festival Internacional de Cine de Cali (FICCALI)
- 2023 : Prix du meilleur film de la Jeunesse Muestra de Cine de Lanzerote
- 2024 : Prix du meilleur documentaire en compétition internationale Message to Man International Film Festival[1]